# Mesorráchi

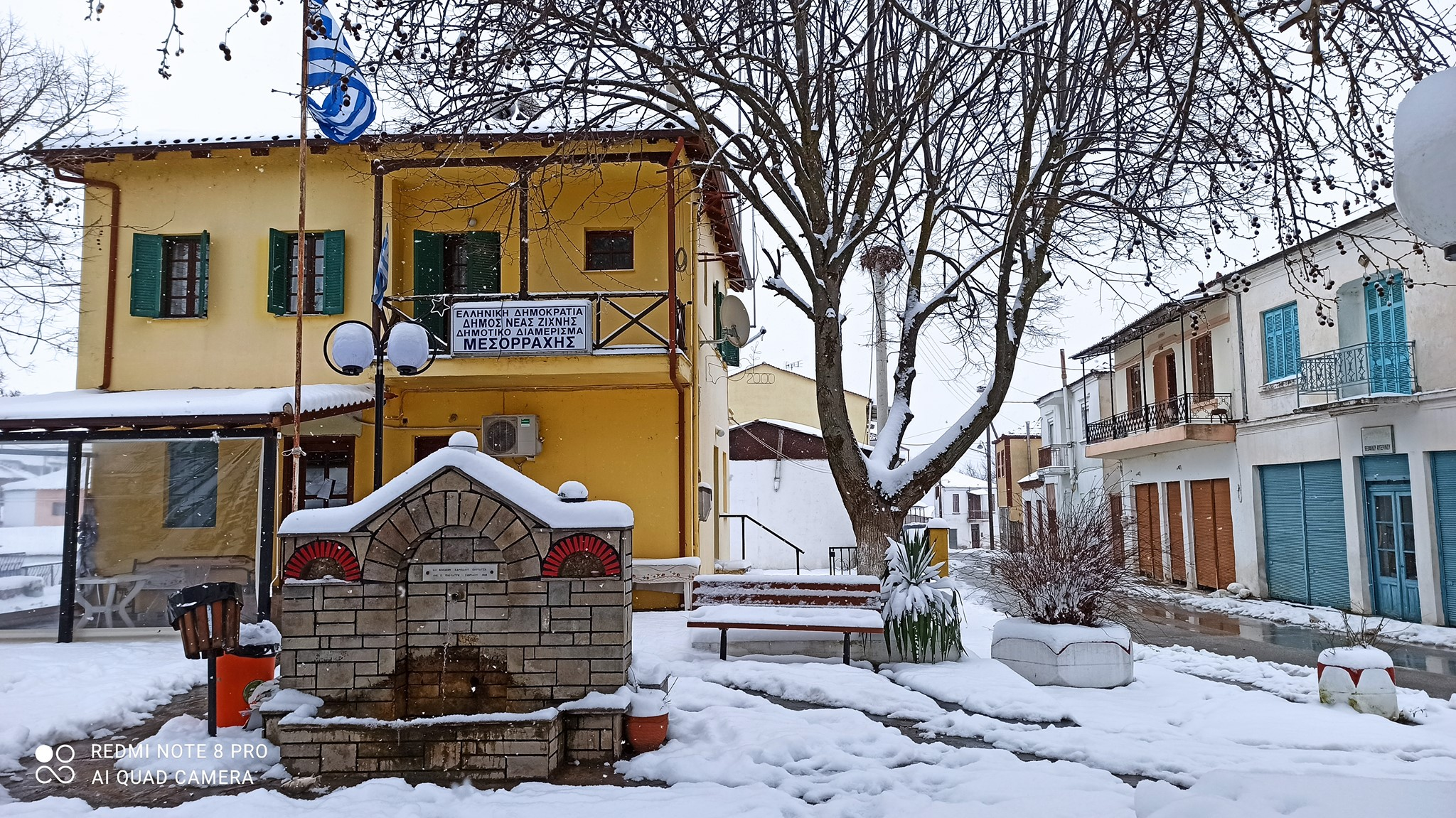
[https://upload.wikimedia.org/wikipedia/commons/thumb/c/c1/Winter_in_Mesorrachi.jpg/1200px-Winter_in_Mesorrachi.jpg Mesorrachi på vintern

Mesorráchi (Mesorrachi) är en ort i Grekland.   Den ligger i prefekturen Nomós Serrón och regionen Mellersta Makedonien, i den nordöstra delen av landet, 300 km norr om huvudstaden Aten. Mesorráchi ligger 156 meter över havet och antalet invånare är 407.
Terrängen runt Mesorráchi är kuperad åt nordost, men åt sydväst är den platt. Terrängen runt Mesorráchi sluttar söderut.Runt Mesorráchi är det ganska glesbefolkat, med 28 invånare per kvadratkilometer. Närmaste större samhälle är Néa Zíchni, 4,0 km nordväst om Mesorráchi. Trakten runt Mesorráchi består till största delen av jordbruksmark.

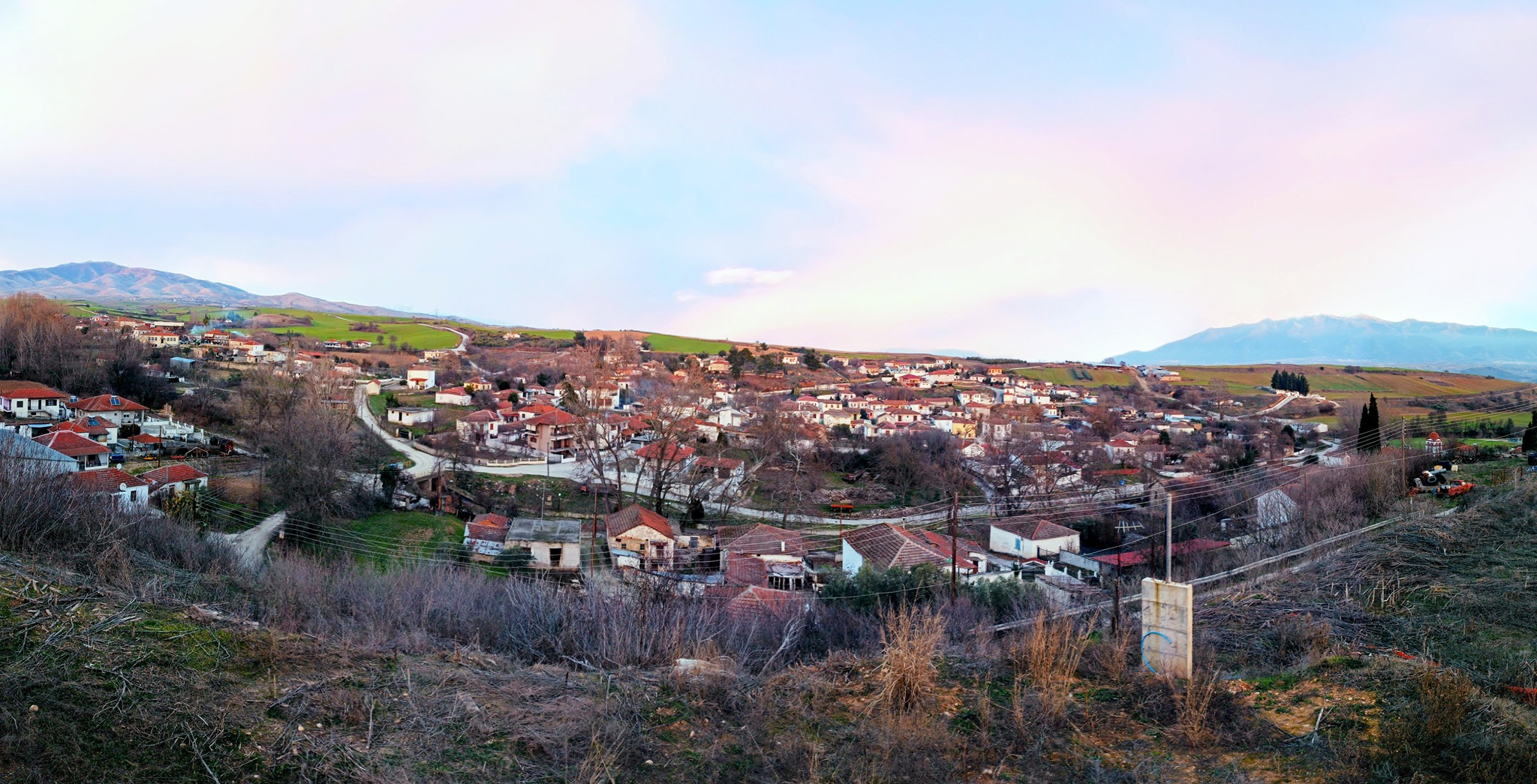
panoramautsikt över Mesorrachi

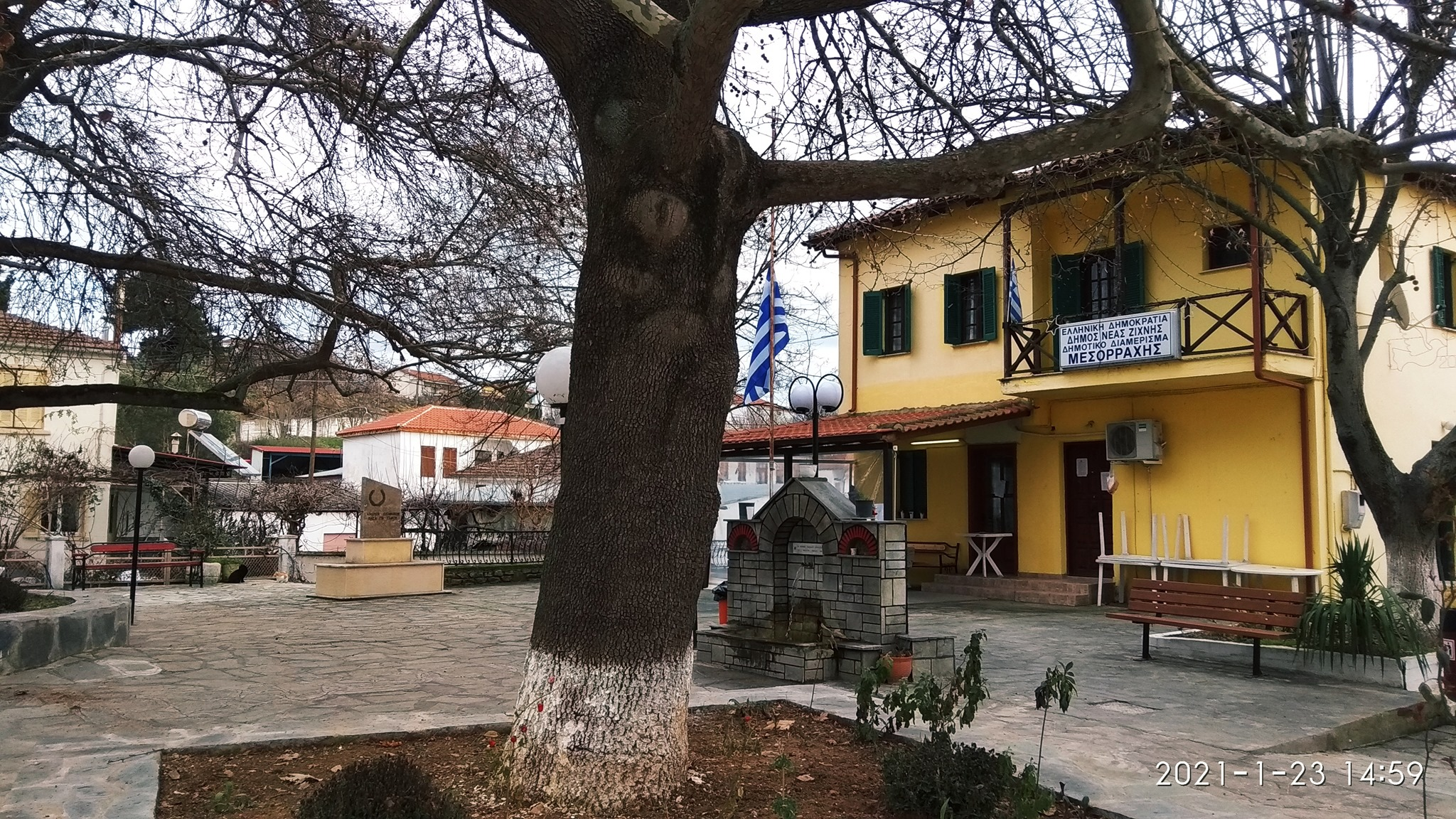
Mesorrachis torg